# 세르블라

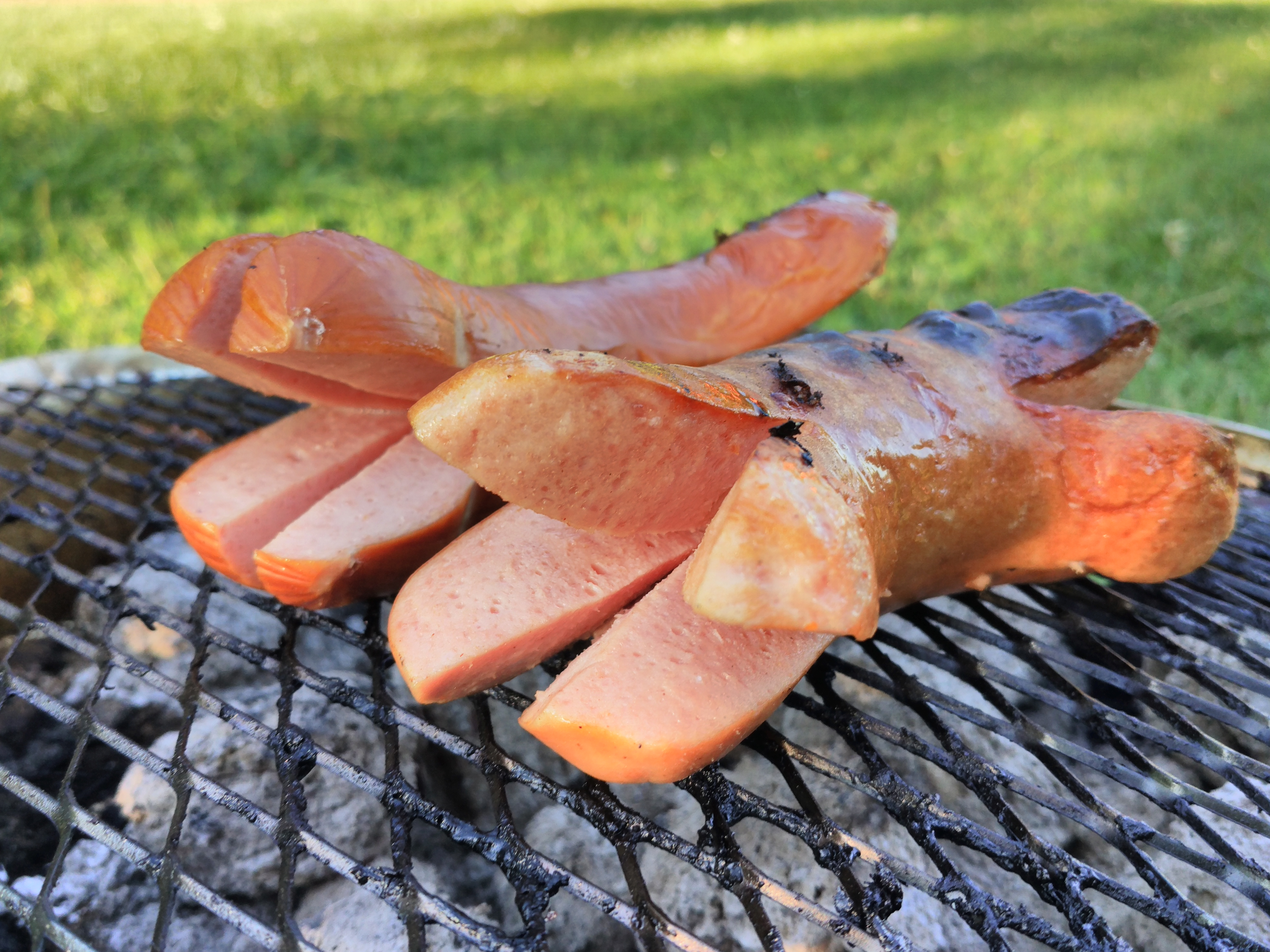

세르블라(Cervelat) 또는 세르벨라트는 스위스, 프랑스(특히 알자스와 리옹), 벨기에, 네덜란드 및 독일 일부 지역에서 생산되는 소시지이다. 소시지의 조리법과 준비 방법은 지역에 따라 다르다.
소시지는 스위스 프랑스어권 지역에서는 cervelas, 독일어권 지역에서는 Cervelat, 이탈리아어권 지역에서는 Servelat로 표기된다. 이 용어는 궁극적으로 초기 요리법에 사용된 뇌를 뜻하는 라틴어인 대뇌(cerebrum)에서 유래되었다. "Cervelat"이라는 용어는 세 용어 중 가장 오래된 용어이다. 이 이름은 1552년 프랑수아 라블레에 의해 처음 기록되었으며 "고기와 돼지고기 뇌로 가득 찬 크고 짧은 소시지"를 의미하는 밀라노 단어인 zervelada에서 파생되었다. 현대 요리법에는 두뇌가 포함되지 않으며 19세기 말 바젤에서 전통적인 요리법을 재작업하여 탄생했다. 독일에서는 소시지를 "라이너(Lyoner)"라고도 부르는데, 이는 그 유래가 알려져 있다. 자를란트(Saarland) 연방 주에서는 "라이너(Lyoner)" 소시지가 지역의 주요 요리로 간주되기도 한다.
소시지의 맛은 지역에 따라 다르지만 일반적으로 프랑크푸르트 소시지와 비슷하지만 지방이 많은 모양과 촘촘하게 감싸인 천연 케이싱으로 인해 스모키한 풍미와 식감이 더 좋다. 유럽의 다양한 반건조 세르베라트는 미국의 여름 소시지와 유사하며, 튀링겐 소시지도 서베라트의 일종으로 간주할 수 있다. 미국에서는 튀링거 소시지라는 용어가 유럽식 의미의 튀링기언(Thuringian) 소시지가 아닌 일종의 cervelat에 사용된다.